# 2016년 전미 비평가 협회상
제51회 전미 비평가 협회상은 2016년 최고의 영화를 기리기 위해 2017년 1월에 열린 시상식이다.

## 수상 및 후보

### 작품상
- 문라이트 수상
- 맨체스터 바이 더 씨
- 라라랜드

### 감독상
- 문라이트 - 배리 젠킨스 수상
- 라라랜드 - 데이미언 셔젤
- 맨체스터 바이 더 씨 - 케네스 로너건

### 여우주연상
- 엘르 - 이자벨 위페르 수상
- 다가오는 것들 - 이자벨 위페르 수상
- 20세기 여인들 - 아네트 베닝
- 토니 에드만 - 산드라 휠러

### 남우주연상
- 맨체스터 바이 더 씨 - 케이시 애플렉 수상
- 펜스 - 덴젤 워싱턴
- 패터슨 - 아담 드라이버

### 여우조연상
- 맨체스터 바이 더 씨 - 미셸 윌리엄스 수상
- 서튼 위민 - 릴리 글래드스톤
- 문라이트 - 나오미 해리스

### 남우조연상
- 문라이트 - 마허샬라 알리 수상
- 로스트 인 더스트 - 제프 브리지스
- 녹터널 애니멀스 - 마이클 섀넌

### 각본상
- 맨체스터 바이 더 씨 - 케네스 로너건 수상
- 문라이트 - 배리 젠킨스
- 로스트 인 더스트 - 테일러 쉐리던

### 촬영상
- 문라이트 - 제임스 렉스톤 수상
- 라라랜드 - 라이너스 산드그렌
- 사일런스 - 로드리고 프리에토

### 필름 헤리티지상
- 파이어니어스 오브 아프리칸-아메리칸 씨네마 - 키노 로어버 수상

### 외국어영화상
- 토니 에드만 수상
- 아가씨
- 엘르
- 다가오는 것들

### 다큐멘터리상
- O.J.: 메이드 인 아메리카 수상
- 아이 엠 낫 유어 네그로
- 13번째

### 특별상
- 시에라네바다 - 크리스티 푸이유 수상